# Rakouská lidová strana
Rakouská lidová strana (německy: Österreichische Volkspartei, ÖVP) je jednou z dvou největších politických stran Rakouska. Je vnímána jako křesťansko-sociální strana a je zaměřena zejména na konzervativní voliče. Od roku 1945 se účastnila 14 z 26 vlád Rakouska.

## Historie
Vznikla jako následovník Christlichsoziale Partei, kterou založil Karl Lueger. ÖVP byla založena 17. dubna 1945 ve Vídni Leopoldem Kulschakem, Hansem Pertnerem, Loisem Weinbergrem, Juliem Raabem a Felixem Hurdesem. Většina členů ÖVP byla před tím členy Křesťanskosociální strany Rakouska.
Pět dní před založením ÖVP byla Vídeň osvobozena Rudou armádou. Karl Renner (SPÖ) byl pověřen sestavením vlády, tvořené všemi stranami (SPÖ, ÖVP a KPÖ).
Do roku 1966 byla členem velké koalice s SPÖ. Ve volbách 6. března 1966 získala ÖVP 4 mandáty navíc a tím i absolutní většinu. Josef Klaus sestavil první vládu jedné strany Druhé republiky. V roku 1970 však SPÖ získala většinu (ÖVP ztratila 7 hlasů). SPÖ vytvořila vládu s účastí FPÖ.
V roku 1979 odstoupil předseda strany Josef Taus; novým předsedou se stal Alois Mock, který zahájil reformu ÖVP.
Od roku 1986 do roku 1995 a od roku 2006 je ÖVP členem velké koalice s SPÖ.
V září 2008 se konaly předčasné volby, které vyhrála opět SPÖ. Strana následně znovu utvořila velkou koalici s ÖVP, čímž vznikla první vláda Wernera Faymanna. Novým předsedou ÖVP se stal Josef Pröll. Po dalších volbách v roce 2013 ÖVP znovu utvořila koalici se sociálními demokraty a její zástupci zasedli ve druhé vládě Wernera Faymanna, později i s novým kancléřem Christianem Kernem (SPÖ). Od srpna 2014 do května 2017 byl v čele ÖVP Reinhold Mitterlehner, který vystřídal Michaela Spindeleggera.
V květnu 2017 se vedení strany ujal Sebastian Kurz. Lidová strana Rakouska vyhrála parlamentní volby roku 2017 se ziskem 31,47 % hlasů, což bylo o 7,66 % více než v roce 2013. Získala tak 62 poslaneckých mandátů ze 183, tedy o 16 více.
Po odstoupení Sebastian Kurze z postu předsedy strany, z důvodu korupční kauzy, se v prosinci 2021 stal novým předsedou Karl Nehammer, hlasování bylo jednomyslné. Od ledna 2025 je předsedou Christian Stocker, který se začátkem března 2025 stal také rakouským kancléřem.

## Volební výsledky

### Volby do rakouské Národní rady
| Volební rok | Celkový počet hlasů | Hlasy v % | + / -    | Počet mandátů | + / - |
| ----------- | ------------------- | --------- | -------- | ------------- | ----- |
| 1990        | 1 508 600           | 32,1      | ▼ –9,2   | 60            | ▼ –17 |
| 1994        | 1 281 846           | 27,7      | ▼ –4,4   | 52            | ▼ –8  |
| 1995        | 1 370 510           | 28,3      | ▲ +0,6   | 52            | ▬ ±0  |
| 1999        | 1 243 672           | 26,91     | ▼ –1,38  | 52            | ▬ ±0  |
| 2002        | 2 076 833           | 42,30     | ▲ +15,39 | 79            | ▲ +27 |
| 2006        | 1 616 493           | 34,33     | ▼ –7,97  | 66            | ▼ –13 |
| 2008        | 1 235 116           | 26,00     | ▼ –8,33  | 51            | ▼ –15 |
| 2013        | 982 651             | 23,81     | ▼ –2,17  | 46            | ▼ –5  |
| 2017        | 1 595 526           | 31,47     | ▲+7,66   | 62            | ▲+16  |
| 2019        | 1 789 417           | 37,46     | ▲+5,99   | 71            | ▲+9   |
| 2024        | 1 246 676           | 26,27     | ▼–11,19  | 51            | ▼–20  |

### Volby do Evropského parlamentu

Staré logo strany, užívané do volebního roku 2017

| Volební rok | Celkový počet hlasů | Hlasy v % | + / -   | Počet mandátů | + / - |
| ----------- | ------------------- | --------- | ------- | ------------- | ----- |
| 1996        | 1 124 921           | 29,65     | -       | 7             | -     |
| 1999        | 859 175             | 30,67     | ▲ +1,02 | 7             | ▬ ±0  |
| 2004        | 817 716             | 32,70     | ▲ +2,03 | 6             | ▼ –1  |
| 2009        | 858 919             | 30,0      | ▼ –2,70 | 6             | ▬ ±0  |
| 2014        | 761 896             | 27,0      | ▼-3.00  | 5             | ▼-1   |
| 2019        | 1 305 954           | 34,6      | ▲ +7,6  | 7             | ▲+2   |
| 2024        | 864 072             | 24,52     | ▼ -10,0 | 5             | ▼-2   |